# Ta Fantastika Black Light Theatre
Résidence
Ta Fantastika Black Light Theatre est un théâtre public tchèque. En 1993, Petr Kratochvíl a acquis le théâtre situé dans le centre historique de Prague.
Ce théâtre pratique le théâtre noir basé sur la pantomime, les jeux d'optique et le « cabinet noir ». Il est représenté par la troupe de théâtre Ta Fantastika. Cette performance théâtrale est également appelée « Black light theatre ».

## Histoire

### Construction du palais Unitaria
Le théâtre Ta Fantastika se trouve dans le palais Unitaria qui a été construit pour le comte Poettingen avant 1726. Il se situe dans le vieux centre historique de Prague, dans la rue Karlova, tout près du pont Charles.

### Fondation du théâtre
Petr Kratochvil aux États-Unis
En 1980, Petr Kratochvil émigre aux États-Unis pour échapper au régime communiste mis en place par le KGB. Acteur de théâtre et de cinéma, il fonde sa troupe de théâtre en Floride, la troupe Ta Fantastatika, qui signifie « cette fantaisie ».
Acquisition du palais Unitaria et transformation en théâtre
En 1993, Petr Kratochvil revient en République tchèque où il acquiert son propre théâtre situé dans le vieux centre historique de Prague, le palais Unitaria, qui devient la salle et la scène de théâtre de Ta Fantastika. Petr Katrochvil en devient le propriétaire et la célèbre chanteuse tchèque Lucie Bílá la copropriétaire.

## Aspect of Alice

### Description
Aspect of Alice se base sur Les Aventures d'Alice au pays des merveilles de Lewis Carroll. Entre ombre et lumière, le spectateur se perd dans le monde d’Alice, ou plutôt à travers la ville de Prague représentée sur scène à l’aide de décor fluorescent qui évolue dans l’obscurité. C'est toute l'histoire de l'adolescence de la jeune fille qui est montré sur scène, des premiers amours aux premières peines de cœur.
« À l’aide de la symphonie Má vlast (Ma patrie) de Bedřich Smetana et des Danses slaves d’Antonín Dvořák, l’auteur montre à Alice un monde qu’elle n’aurait pas la possibilité de connaître autrement. Le tout dans les coulisses du vieux Prague, de ses joyaux architecturaux, de son histoire très riche, mais aussi de Prague, carrefour des cultures chrétiennes et juives ».

### Les chiffres
Ce spectacle non verbal est basé sur la pantomime et le procédé de la boîte noire, il existe depuis déjà plus 28 ans et a connu plus de 2 000 représentations à travers le monde.

### Utilisation du théâtre noir

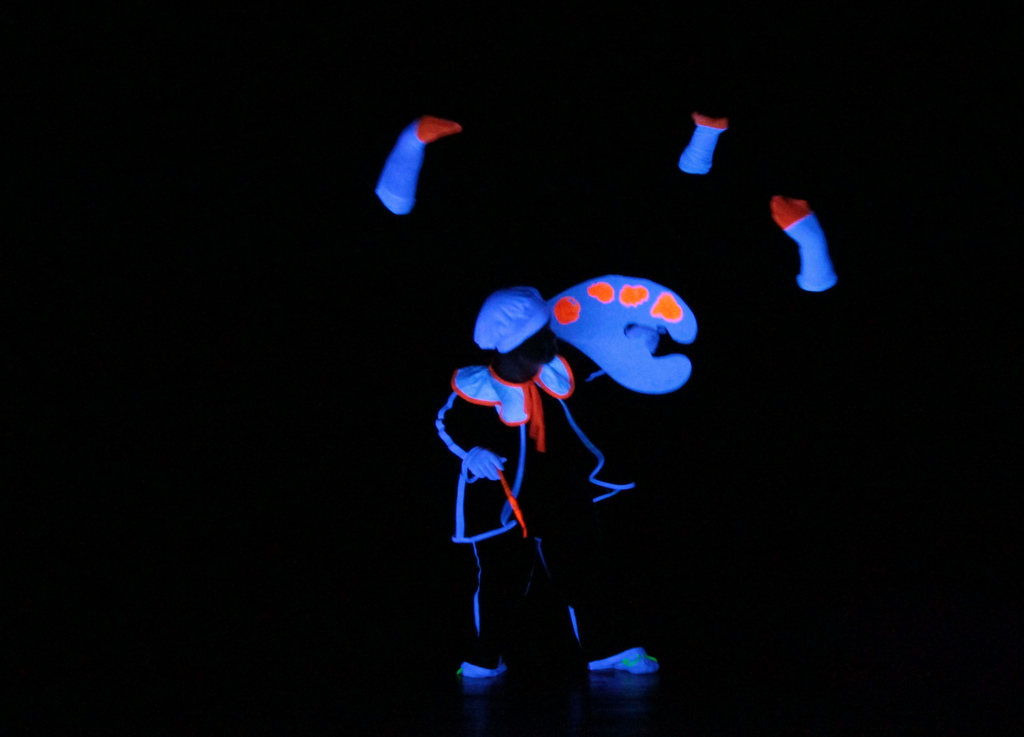
Utilisation du théâtre noir, mélange des arts visuels

Le théâtre noir est un théâtre sans paroles, muet. Le théâtre noir relève de la performance théâtrale, le jeu théâtral est basé sur un jeu d'optique qui fonctionne avec les effets du « cabinet noir ». Les acteurs sont habillés en noir et sont invisibles pour les spectateurs lorsqu'ils se situent sur le fond noir de la scène. Ainsi, lorsque le spectateur voit des objets voler dans l'espace, l'illusion se crée. Plus précisément le théâtre noir est une « technique théâtrale permettant de faire apparaître certains personnages ou certains objets […], tout en dissimulant d’autres […]. Le dispositif scénique utilisé pour le théâtre noir consiste à draper toute la cage de la scène de tentures noires. L’éclairage est réglé sur l’avant-scène, équipé de projecteurs à faisceaux parallèles, au minimum à la cour et au jardin, masqué du public par le cadre de scène […]. Les manipulateurs, entièrement vêtus, gantés et cagoulés de noir, sont invisibles sur un fond noir. Les marionnettes sont uniquement révélées, lesquelles sont placées dans le rai de lumière. »
C’est un spectacle qui relève de la performance, il réunit une multitude de disciplines des arts du spectacle : le cirque, la danse, le mime, le théâtre. Ici, la musique et la danse vont servir à communiquer avec les spectateurs. L'utilisation du théâtre noir va permettre de créer des acrobaties incroyables, d’où le fait qu’on a l’impression qu'Alice vole au-dessus de la ville de Prague alors qu’en réalité elle est simplement portée par d’autres comédiens.
Le théâtre noir de Prague est très réputé, on compte en effet 7 théâtres qui pratiquent ce genre de performance :
- Ta Fantastika
- Théâtre Blanik
- Théâtre Metro
- Théâtre Animato
- Wow Show Prague
- Black Light Theater of Prague, 哑剧荧光剧
- Black Theater of Jiri Srnec

## Accès
Le théâtre Ta Fantastika Black Light Theatre est desservi à proximité par la ligne de métro A, à la station Staroměstská, ainsi que par les lignes de tramway 17 et 18 (arrêt Staroměstská).

## Note et référence
1. ↑  « L’histoire | Théâtre Noir - TaFantastika » (consulté le 20 mars 2020)
2. ↑  Henryk Jurkowski, Thieri Foulc, « Noir (théâtre) », Encyclopédie mondiale des arts de la marionnette, Montpellier, L’Entretemps, 2009, pp. 497-498.